# متلازمة كالمان
متلازمة كالمان (بالإنجليزية: Kallmann syndrome)‏ هي حالة وراثية تتمثّل بفشل بداية البلوغ أو فشل في إتمام البلوغ بشكل كامل. تحدث هذه المتلازمة في الذكور والإناث ولها أعراض إضافية قصور الغدد التناسلية (نقص وظيفة الغدد التي تفرز هرمونات الجنس) التي تؤدي في معظم الحالات للعقم. عادة ما يرافق هذه العوارض كتغييرات في حاسة الشم; انعدام الشم (أنوسميا) أو نقص شديد في الشم (هيبوسوميا). تحدث متلازمة كالمان عندما تفشل الخلايا العصبية الوطائية المسؤولة عن إفراز الهرمون المطلق لموجّهة الغدد التناسلية (GnRH; عصبونات GnRH) في الانتقال إلى الوطاء خلال التطور الجنيني.

## نظرة عامة
تقع متلازمة كالمان تحت إطار المصطلح الشامل قصور الغدد التناسلية مع نقص موجّهة الغدد التناسلية. حاسة الشم مصابة في %50 من مصابي قصور الغدد التناسلية مع نقص موجّهة الغدد التناسلية، وهم الذين يصنّفون كمصابين بمتلازمة كالمان. عدا عن الاضطرابات في حاسة الشم لا يوجد أي اختلاف في تشخيص أو معالجة المصابين بقصور الغدد التناسلية مع نقص موجّهة الغدد التناسلية والمصابين بمتلازمة كالمان.
تتنوع المصطلحات التي تصف الأشكال المختلفة لقصور الغدد التناسلية مع نقص موجّهة الغدد التناسلية. غالبًا ما يستعمل المصطلح قصور الغدد التناسلية مع نقص موجّهة الغدد التناسلية جنيني المنشأ. مصطلحات أخرى تشمل: قصور الغدد التناسلية مع نقص موجّهة الغدد التناسلية مجهول السبب، وقصور الغدد التناسلية مع نقص موجّهة الغدد التناسلية مع الشم السليم، وقصور الغدد التناسلية الوطائي. المصطلح قصور الغدد التناسلية مع نقص موجّهة الغدد التناسلية يغطي كل هذه الحالات، من ضمنها متلازمة كالمان.
يصف المصطلح قصور الغدد التناسلية مستوى منخفض لهرمونات الجنس في الدم; تستوستيرون لدى الرجال وإستروجين وبروجستيرون لدى الإناث. قصور الغدد التناسلية يمكن أن يكون نتيجة لأسباب متنوعة. المصطلح نقص موجّهة الغدد التناسلية في المصطلح قصور الغدد التناسلية مع نقص موجّهة الغدد التناسلية يعني أن قصور الغدد التناسلية هو نتيجة لخلل في إنتاج الهرمونات الموجّهة الغدد التناسلية التي يتم إفرازها من الغدة النخامية الأمامية والمعروفة باسم هرمون ملوتن وهرمون المنبّه للجريب.

## مميزات

### مميزات تناسلية
- فشل بدء البلوغ أو إتمامه بشكل كامل في كل من الذكور والإناث
- انعدام تطور الخصية لدى الرجال، حجم أصغر من 3 مل
- إنقطاع الطمث الأولي أو الفشل في بدء الحيض لدى الإناث
- من الصعب تحديد الخصائص الجنسية الثانوية في كل من الذكور والإناث
- عقم

### مميزات غير تناسلية
- قصور الغدد التناسلية مع نقص موجّهة الغدد التناسلية (نقص في هرمونات الغدة النخامية: هرمون ملوتن وهرمون المنبّه للجريب
- جنيني المنشأ (موجود منذ الولادة)
- انعدام الشم (أنوسميا) أو نقص شديد في الشم (هيبوسوميا). هذه هي الميزة المعرّفة لمتلازمة كالمان; هذه الميزة غير موجودة في حالات أخرى من قصور الغدد التناسلية مع نقص موجّهة الغدد التناسلية. تقريبًا %50 من حالات قصور الغدد التناسلية مع نقص موجّهة الغدد التناسلية تكون مع أنوسميا ومن هنا تعرّف كحالات متلازمة كالمان.
- فلح الحنك وعيوب وجهية قحفية أخرى

## علاج
يمكن تقسيم علاج متلازمة كالمان وأشكال أخرى من قصور الغدد التناسلية مع نقص موجّهة الغدد التناسلية إلى فئتين مختلفتين:
- علاج بالهرمونات البديلة
- علاج العقم

## تاريخ
وصف اختصاصي الوراثيات الألماني-الأمريكي فرانس جوزيف كالمان متلازمة كالمان للمرة الأولى عام 1944.
بالرغم من ذلك، من المعروف أن أطباء سابقين، أمثال الطبيب الأسباني أورليانو ماييستري سان خوان عام 1856، قد لاحظوا الترابط بين انعدام الشم وقصور الغدد التناسلية.

## وبائيات
يقدّر انتشار قصور الغدد التناسلية مع نقص موجّهة الغدد التناسلية مجهول السبب ومتلازمة كالمان أن يكون 1 لكل 10,000 ذكر. تظهر هذه الاعداد من دراسة سنة 1973 لمجندي الفيلق الفرنسي الأجنبي.